# Polar Similar
Polar Similar è il settimo album in studio del gruppo musicale metalcore statunitense Norma Jean. L'album è stato pubblicato il 9 settembre 2016 attraverso Solid State Records, la prima uscita della band sull'etichetta dal 2008 The Anti Mother. Questa è la prima uscita di Norma Jean con il chitarrista Phillip Farris e l'ultima con il bassista John Finnegan, il batterista Clayton Holyoak e il chitarrista Jeff Hickey.
L'album è stato registrato nel gennaio 2016 ai Pachyderm Studios di Cannon Falls, Minnesota, dove artisti come Nirvana, Failure, P.J. Harvey ed Explosions in the Sky hanno registrato album. L'album è stato prodotto da Josh Barber e dalla band. Il titolo della canzone "Everyone Talking Over Everyone Else" è un tributo a Lemmy of Motörhead, mentre la canzone stessa parla di una relazione violenta con la cantante Cory Brandan Putman.
"1,000,000 Watts" è stato il primo brano ad essere pubblicato dall'album, in anteprima il 14 giugno 2016. La canzone ha causato alcune piccole polemiche nella scena musicale cristiana al momento della sua uscita poiché la canzone contiene la linea "I'm not fucking around". L'album è stato pubblicato il 9 settembre attraverso Solid State Recor. Quattro giorni dopo, il 13 settembre, è stato pubblicato un video musicale per la canzone "Everyone Talking Over Everyone Else". Il video, diretto da Anthony Altamura, mostra la band che esegue la canzone in una stanza scarsamente illuminata insieme a filmati di persone in relazioni offensive.

## Tracce
1. I. The Planet – 1:11
2. Everyone Talking Over Everyone Else – 5:41
3. Forever Hurtling Towards Andromeda – 2:16
4. 1,000,000 Watts – 4:28
5. II. The People – 2:14
6. Death Is a Living Partner – 2:18
7. Synthetic Sun – 3:50
8. Reaction – 5:42
9. III. The Nebula – 3:16
10. The Close and Discontent – 2:34
11. An Ocean of War – 3:28
12. A Thousand Years a Minute – 5:58
13. IV. The Nexus – 10:40